# Tilloy-lez-Marchiennes
Tilloy-lez-Marchiennes är en kommun i departementet Nord i regionen Hauts-de-France i norra Frankrike. Kommunen ligger i kantonen Marchiennes som tillhör arrondissementet Douai. År 2022 hade Tilloy-lez-Marchiennes 538 invånare.

## Befolkningsutveckling
Antalet invånare i kommunen Tilloy-lez-Marchiennes
| Referens: INSEE |